# 桑海語族
桑海語族（Songhay或Songhai，soŋaj或soŋoj）是西非尼日爾河流域中部附近居民所說的一類語言，見於馬里、尼日爾、貝寧、布基納法索和尼日利亞。尼亞美, 加奥和廷巴克图是最常能聽到桑海語的城市。在這片曾被桑海帝國統治的區域，桑海語族的語言至今還作為通用語通行，而官方規定桑海語課程則採用加奧城的口音來傳授。
雖然屬於同一語族，但也有各地語言無法互通的情況存在，比如桑海語族中的說東桑海語和說札爾馬語的人們之間就不能互相理解。桑海語族的地位在語言學中較難以確定，1963年約瑟·哈羅德·格林伯格將其歸為尼罗-撒哈拉语系語言，但實際上這一說仍然存疑。語言學家吉瑞特（Gerrit Dimmendaal）認爲最好將它定位為一門獨立語言。
在法國殖民者抵達之前，廷巴克图的一些桑海語的詩歌和書信是以阿拉伯字母書寫的，但現在通用拉丁字母書寫。

## 外部連結
- Wictionaire, Dictionary Songhai Koyraboro Senni - French, > 3000 Words
- Relative Clauses in Tadaksahak （页面存档备份，存于）
- Some verb morphology features in Tadaksahak （页面存档备份，存于）
- PanAfrican L10n page on Songhai & Zarma （页面存档备份，存于）
- Publications of linguist Jeffrey Heath on Songhay languages
- Language and Culture Djerma （页面存档备份，存于）
- Maps showing the Songhay languages of Mali （页面存档备份，存于） and Niger （页面存档备份，存于）
- Northern Songhay （页面存档备份，存于） - bibliography and brief description of this subfamily